# Stretton (Derbyshire)
Pour les articles homonymes, voir Stretton.
Stretton est une paroisse civile et un village du Derbyshire, en Angleterre.